# Butt of Lewis

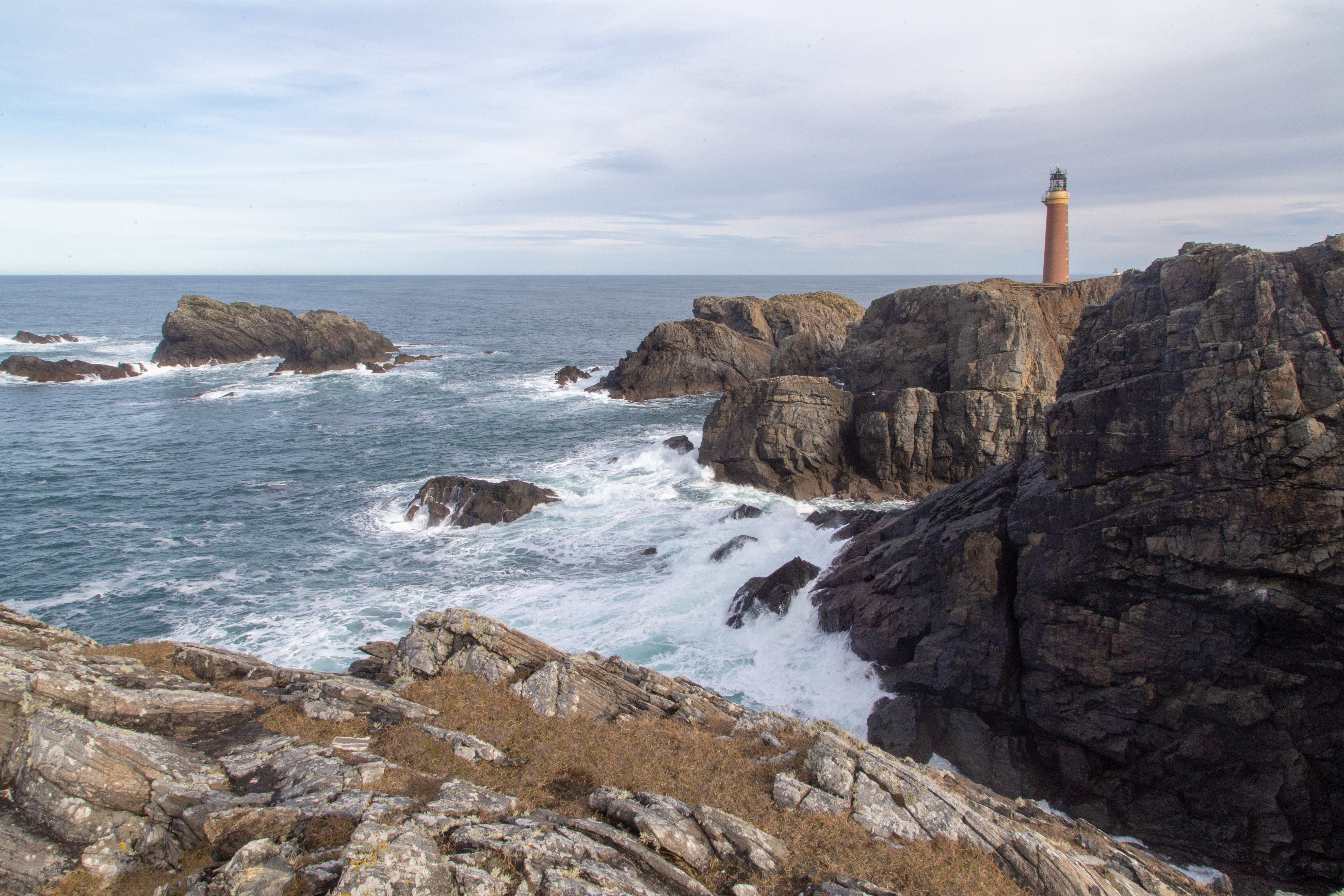
Butt of Lewis mit dem Butt of Lewis Lighthouse

Das Butt of Lewis, schottisch-gälisch Rubha Robhanais, ist ein Kap in Schottland. Es bildet den nördlichen Abschluss der nördlichsten Hebrideninsel Lewis and Harris, die zu den Äußeren Hebriden gehört. Heute zur Council Area Äußere Hebriden gehörend, lag es historisch in der traditionellen Grafschaft Ross-shire.

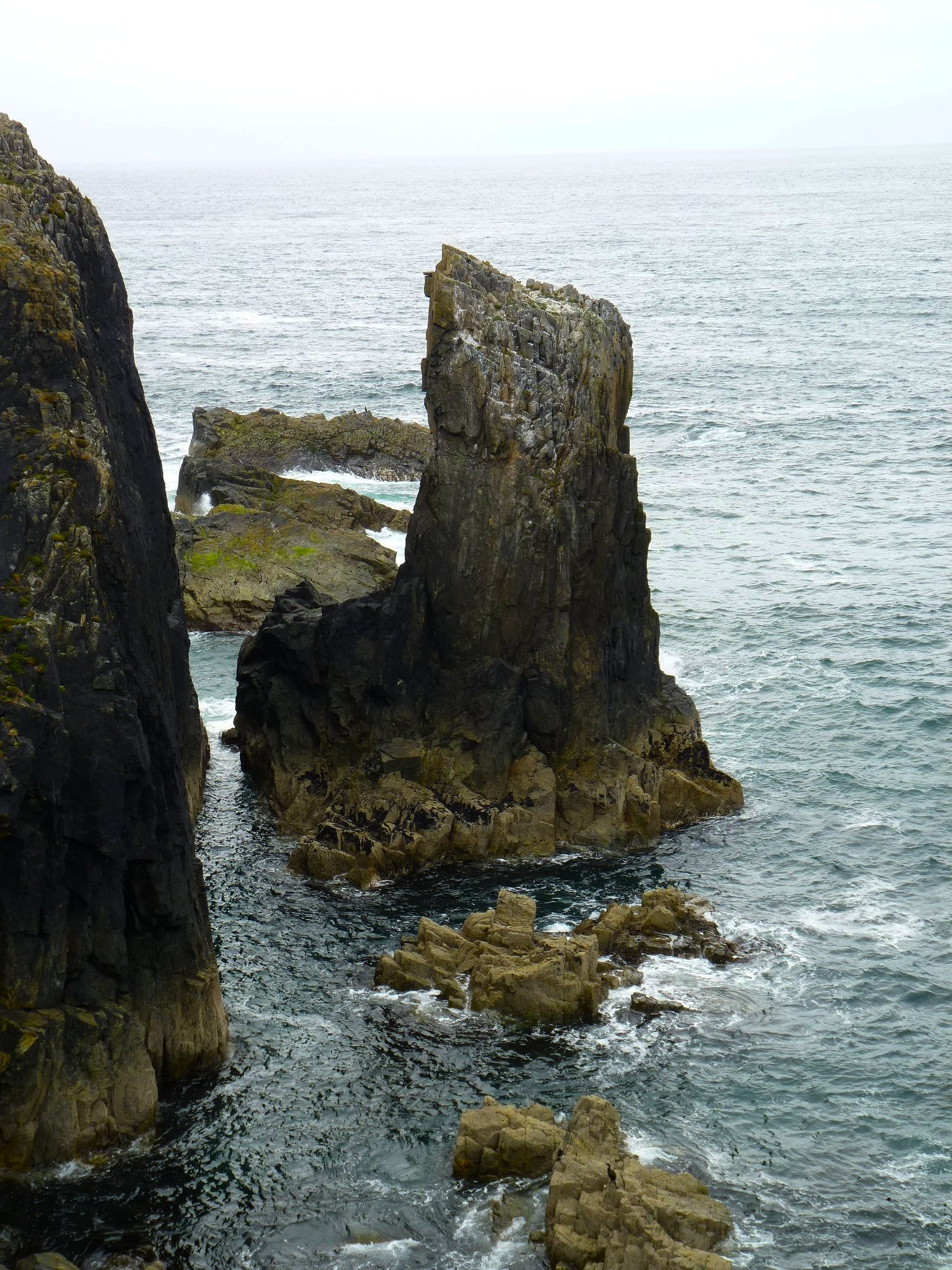
Felsnadel

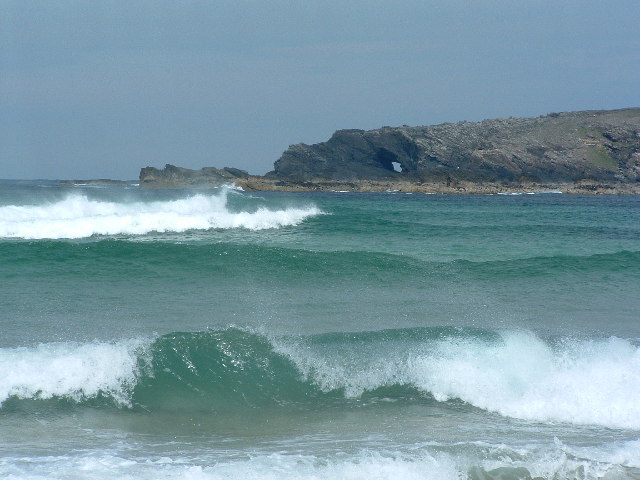
Eye

## Beschreibung
Lewis and Harris, konkret Lewis, der Nordteil der Doppelinsel, bildet den nördlichen Abschluss der Kette der Äußeren Hebriden. Mit Ausnahme vorgelagerter Felsen markiert das Butt of Lewis somit den nördlichsten Punkt der Hebriden. Das Kap ist etwa zwei Kilometer weit. Es erhebt sich meist felsig und schroff aus dem Meer bis zu einer Höhe von 43 Metern. Der Fels liegt häufig zerklüftet und ausgewaschen vor, weshalb das Kap rau anmutet. Vorgelagert sind zahlreiche Felsen und Felsnadeln sowie einige Schären. An westlichsten Punkt des Butt of Lewis formt der Fels einen natürlichen, Eye genannten Durchstich. Im Guinness-Buch der Rekorde ist das Kap, konkreter der dort befindliche Leuchtturm, als windreichster Ort des Vereinigten Königreichs eingetragen.
1953 definierte die International Hydrographic Organization das Butt of Lewis als den nordwestlichen Abschluss der Schottischen See und somit als Grenze zum Atlantik.

### Butt of Lewis Lighthouse
Das Butt of Lewis Lighthouse, das 1862 an der Nordspitze des Kaps durch David Stevenson errichtet wurde, bildet eine Landmarke. Der seit 1998 automatisierte Leuchtturm ist außerdem eine der Übertragungsstationen für Differential-GPS. Vom nächstgelegenen Ort, Eoropie, ist das Butt of Lewis Lighthouse über eine befestigte Straße erreichbar; einer Verlängerung der in Port of Ness endenden A857.

## Geschichte
Die (Eilean nan) Luchruban, auch Pygmie’s Isle („Pygmäen-Insel“), eine etwa 20 Meter hohe Felsnadeln, die über eine tiefe Spalte vom Kap getrennt ist, weist eine Fläche von 80 m × 70 m auf. Sie zeigt Spuren frühchristlicher, monastischer Besiedlung, jedoch wurden auch ältere Besiedlungsspuren untersucht. Luchruban ist als Scheduled Monument geschützt.
Im 19. Jahrhundert wurden am höchsten Punkt des Kaps eine Lloyd’s Signal Station betrieben. Die Küstenfunkstelle besaß das Rufzeichen BTL.
Historic Environment Scotland listet zahlreiche Schiffsverluste um das Kap. Darunter auch die spanische Galeone St Ilfonsado, die dort 1588, vermutlich als Teil der Spanischen Armada im 
Englisch-Spanischen Krieg, sank. Ihre Geschütze wurden 1765 geborgen.

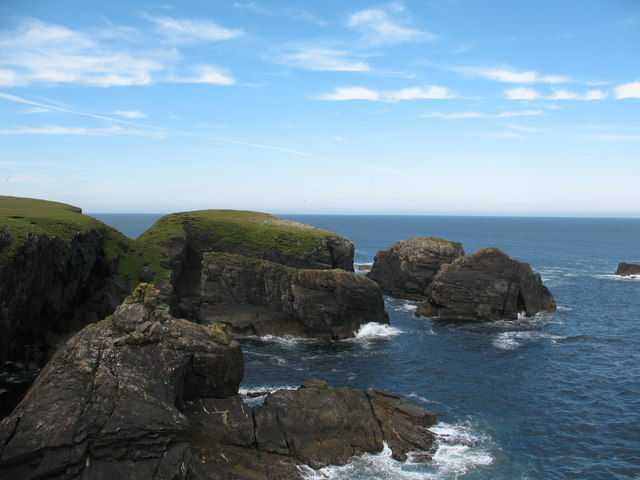
Luchruban
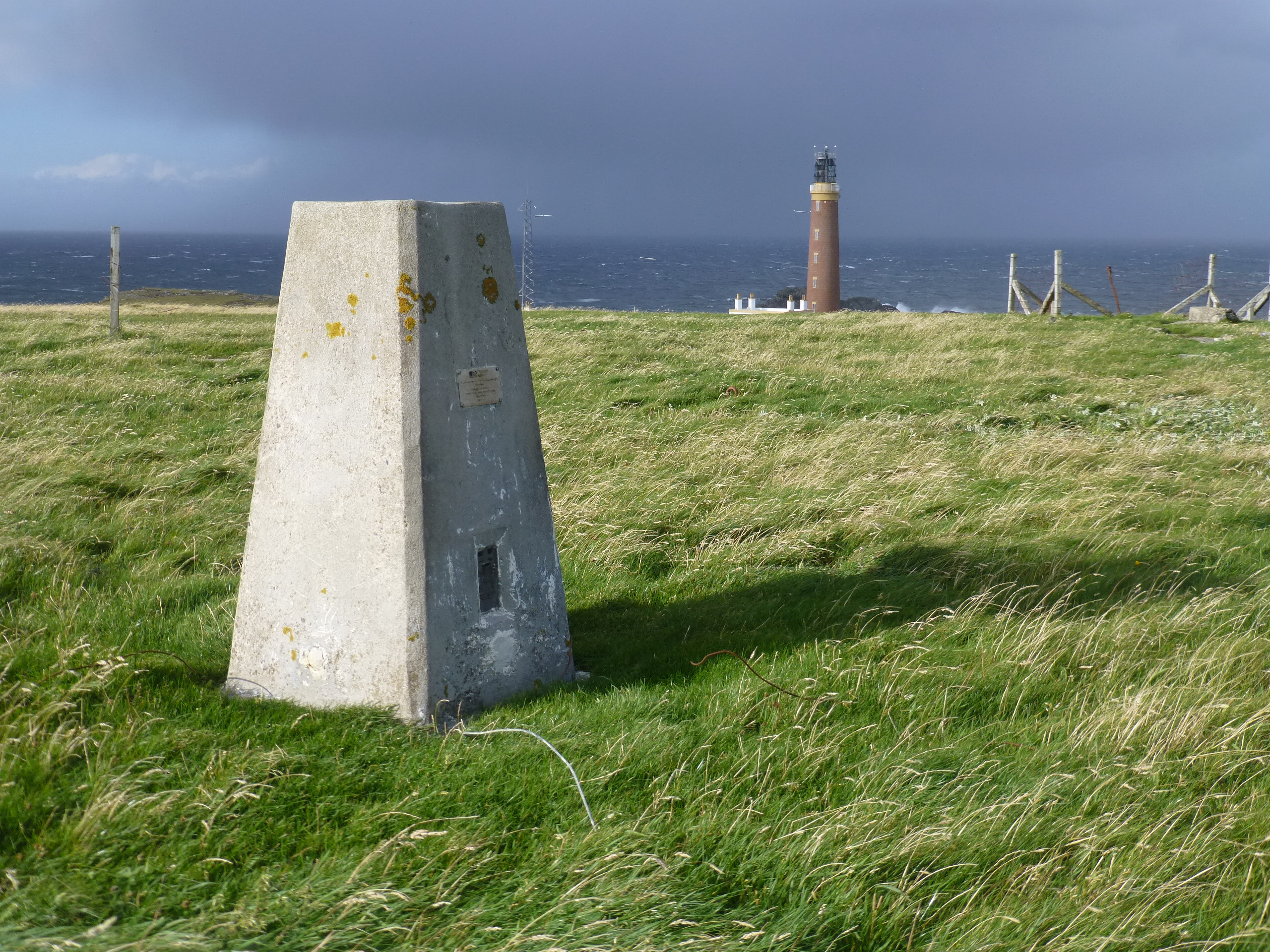
Triangulationspunkt am Butt of Lewis